# Microbilharzia lari
Microbilharzia lari är en plattmaskart. Microbilharzia lari ingår i släktet Microbilharzia, och familjen Schistosomatidae. Inga underarter finns listade.